# Pitze
La Pitze (également appelée Pitzbach) est une rivière autrichienne qui est un affluent en rive droite de l'Inn et coule dans la vallée du Pitztal.

## Géographie
Sa longueur est de 39 km. Elle se jette dans l'Inn à trois kilomètres à l'est de la ville de Imst à une altitude proche de 700 m.